# یانگ گوم سوک
یانگ گوم سوک (کره‌ای: 양금석؛ زادهٔ ۲۲ ژانویه ۱۹۶۱) بازیگر اهل کره جنوبی است.

## فیلم‌شناسی
گزیدهٔ فیلم‌شناسی

### فیلم
- دختر پرروی من (۲۰۰۱)

### مجموعه تلویزیونی
- ۱۹۹۲ تقدیم به آتشدان
- ۱۹۹۳ فاخته رودخانه هان
- ۱۹۹۳ ازدواج (در نقش میونگ هی)
- ۱۹۹۴ مرد تنها (در نقش چا یومی)
- ۱۹۹۵ آسمان سرزنده
- ۱۹۹۵ سوک هی (در نقش کیم می ران)
- ۱۹۹۵ قصر غربی (در نقش بانو کانگ)
- ۱۹۹۷ پرنده آبی وجود دارد (در نقش مادام هوانگ)
- ۱۹۹۸ جوانان پابرهنه (در نقش جوئه ران)
- ۱۹۸۸ عاشقانه (در نقش جو یونگ جو)
- ۱۹۹۹ آهنگ امید (در نقش جوئه ری)
- ۱۹۹۹ من هنوز عاشقتم (در نقش مین هیو جا)
- ۲۰۰۰ او خودش است (در نقش جانگ گیوم ره)
- ۲۰۰۱ داستان چهار خواهر (در نقش کیم سون یونگ)
- ۲۰۰۱ بانوان قصر (در نقش جا وون آه)
- ۲۰۰۲ مرد خورشید لی جه ما (در نقش بانو آن)
- ۲۰۰۳ سلام بالباری (در نقش عمه بالباری)
- ۲۰۰۴ خانواده محبوب من (در نقش جو یونگ شیل)
- ۲۰۰۴ سرزمین (در نقش ها مان دک)
- ۲۰۰۵ داستان غم‌انگیز عشق (در نقش مادرخوانده لی گون وو)
- ۲۰۰۵ سلام معلم من (در نقش جی یونگ ئه)
- ۲۰۰۵ لاوهولیک (در نقش پارک سو جین)
- ۲۰۰۶ ته جویونگ (در نقش ملکه وو زتیان)
- ۲۰۰۶ عاشقان (در نقش جونگ یانگ گوم)
- ۲۰۰۶ نردبان ابرها (در نقش مادر یونگ جانگ وون)
- ۲۰۰۸ تو سرنوشت منی (در نقش سو مین جونگ)
- ۲۰۱۰ نداهای سرزمین من (در نقش لی جوسا)
- ۲۰۱۲ ۱۲ نشانه عشق (در نقش اه یئون سون)
- ۲۰۱۲ ماسک شیشه ای (در نقش جانگ هه ران)
- ۲۰۱۴ امتحان الهی ۴ (در نقش جانگ هه وون)
- ۲۰۱۴ از بخت بد عاشقت شدم (در نقش مادر کانگ سه زا)
- ۲۰۱۵ عشق بهشتی (در نقش هونگ جانگ اوک)
- ۲۰۱۸ جادوگر خوب (در نقش لی مون سوک)
- ۲۰۲۰ مادرم رابطه نامشروع دارد (در نقش کیم هه جانگ)
- ۲۰۲۱ کفش‌های قرمز (در نقش لی کیونگ هی)